# Violet cristallisé
Ne doit pas être confondu avec violet de gentiane.
Le violet cristallisé (de l'anglais crystal violet) ou violet de méthyle 10B est un composé organique à structure amino-triarylméthane. Principalement utilisé comme colorant et comme antiseptique, il est référencé dans le Colour Index sous le numéro C.I. 42555 avec la dénomination « Basic violet 3 ». 
C'est l'un des violets de méthyle mais contrairement à la plupart d'entre eux, le violet cristallisé est un corps pur et non un mélange. Il est le composant majoritaire du violet de gentiane. La terminologie anglophone porte à confusion puisque gentian violet et crystal violet (violet cristallisé) sont synonymes aux États-Unis, désignant tous les deux le corps pur, tandis que l'usage européen (et notamment francophone) tend à réserver « violet de gentiane » au mélange et « violet cristallisé » au corps pur.
La suite de cet article a pour objet le « violet cristallisé » au sens francophone càd. en tant que « corps pur ».

## Applications
Une littérature abondante fait état de l'utilisation du violet cristallisé dans différentes applications scientifiques et biomédicales. La difficulté de l'étude bibliographique se situe dans l'usage du terme gentian violet, le plus souvent sans précision de structure ou de composition, faisant supposer par défaut qu'il s'agit du violet cristallisé si l'on s'en tient aux remarques de Horobin et al. déjà citées. La lecture détaillée de chaque article montre pourtant que ce terme est – rarement, certes – employé pour désigner le violet de gentiane au sens francophone, càd. que les auteurs mentionnent explicitement un mélange de colorants : ces publications ont été exclues de la sélection bibliographique présentée ici.

### Microbiologie
Le violet cristallisé est le colorant primaire des versions modernes de la coloration de Gram.
En tant qu'agent sélectif inhibiteur des bactéries à Gram positif, le violet cristallisé entre dans la composition de plusieurs milieux de culture génériques (Drigalski, MacConkey et ses variantes) et spécifiques (CIN, VRBG, etc). Il est décomposé en un dérivé « leuco » (incolore) par la flore digestive humaine ainsi que par celle des souris et des poulets. L'aptitude de M. tuberculosis à décolorer le violet cristallisé a été exploitée pour mettre au point un test de détection de la tuberculose multirésistante (dite MDR),.
Le violet cristallisé exerce un effet parasiticide par photosensibilisation sur les trypanosomes responsables de la maladie de Chagas (trypanosomiase à T. cruzi). Cet effet semble en lien avec la formation de peroxyde d'hydrogène et de radicaux libres (notamment de type superoxyde) sous l'effet de la lumière visible. Il est potentialisé in vitro par l'ascorbate.

### Biologie cellulaire et biochimie
Plusieurs études in vitro ont démontré divers effets cellulaires du violet cristallisé. Par l'intermédiaire du facteur de transcription NF-κB, il déséquilibre le remodelage osseux (en) en favorisant la différenciation et la prolifération des ostéoblastes au détriment des ostéoclastes. La même équipe a mis en relation ce résultat en relation avec un effet inhibiteur du violet cristallisé sur une lignée cellulaire de cancer du sein connue pour sa tendance à former des métastases osseuses ostéolytiques. D'autres recherches rapportent un effet inhibiteur sur des cellules de mélanome ou de lymphome T cutané.
Le violet cristallisé a été utilisé comme colorant histologique pour visualiser les granules de rénine dans l'appareil juxtaglomérulaire du rein bien que l'intérêt de cette technique ait été contesté pour son manque de spécificité. En biologie moléculaire, il a été utilisé pour colorer de l'ADN et des protéines dans des gels d'électrophorèse.

### Médecine

#### Cas d'utilisation
Le violet cristallisé est utilisé de longue date comme traitement local des candidoses oropharyngées, notamment chez les patients vivant avec le VIH. Son usage thérapeutique a été décrit ponctuellement dans toutes sortes d'affections cutanées : impétigo, psoriasis palmoplantaire, décontamination d'escarres contaminés à SARM, leucoplasie chevelue buccale, érythème polymorphe, pyoderma gangrenosum, etc. Deux publications recensent encore d'autres usages potentiels en dermatologie,.
Plusieurs travaux ont rapporté une efficacité du violet cristallisé pour lutter contre diverses formes d'infections à SARM : traitement d'infections cutanées et éradication du portage nasal, résolution de l'otorrhée dans une petite série de patients atteints d'otite moyenne chronique et d'autres affections otologiques surinfectées, traitement d'infections d'endoprothèses vasculaires par irrigations répétées du site opératoire sans ablation du matériel, notamment dans des cas de médiastinite,.
De manière similaire, l'application d'une pommade à base de violet cristallisé sur le site d'implantation percutanée de dispositifs d'assistance ventriculaire a été employée de manière curative, et prophylactique pour combattre des infections, notamment à SARM, de ce site opératoire. L'application locale de violet cristallisée a été proposée comme traitement d'appoint dans des cas d'omphalocèle sévère, dans un pays en développement où la correction chirurgicale néonatale n'était pas réalisable dans de bonnes conditions.
En oncologie, de rares rémissions de lymphomes cutanés ont été rapportées : un cas de lymphome B à grandes cellules où le violet cristallisé a été utilisé seul, et un cas de lymphome T où il a été crédité d'une efficacité thérapeutique conjointement à un traitement plus conventionnel par radiothérapie et immunothérapie par mogamulizumab. Une rémission partielle (clinique mais pas histologique) a été rapportée dans un cas de mycosis fongoïde réfractaire aux traitements habituels. Un cas de rémission de mélanome métastatique a été rapporté chez un patient patient très âgé traité localement par une association de violet cristallisé et d'un immunomodulateur, l'imiquimod.
En anatomopathologie, le violet cristallisé (en solution aqueuse à 1%) a été mis en œuvre pour visualiser les figures mitotiques et ainsi évaluer le degré de prolifération cellulaire dans des tissus oraux dysplasiques et néoplasiques. Deux études concluent à une supériorité du violet cristallisé par rapport à la coloration HE standard, tandis qu'une troisième trouve la coloration de Feulgen supérieure. Une étude retrouve une efficacité similaire du violet cristallisé et de l'approche immunohistochimique par anticorps anti-Ki67 dans une petite série de carcinomes épidermoïdes oraux bien à moyennement différenciés.
En médecine transfusionnelle, le violet cristallisé a été utilisé comme additif antiparasitaire dans les poches de sang pour limiter la transmission transfusionnelle de la maladie de Chagas dans les pays où elle est endémique,.

#### Controverses
Le guide en ligne des médicaments essentiels publié par MSF reprend la terminologie américaine (« violet cristallisé = violet de gentiane ») et le classe dans la catégorie des « Médicaments potentiellement dangereux ou obsolètes ou inefficaces ».
Son utilisation en traitement topique de la candidose des mamelons chez la femme allaitante est débattue en raison de doutes sur son innocuité pour l'enfant. Des ulcérations linguales et buccales ont été décrites chez un nourrisson nourri au sein traité de cette manière, bien que le problème dans ce cas ait peut-être été causé par l'application trop prolongée d'une solution trop concentrée. Si la Fondation canadienne de l'allaitement se positionne en faveur de ce traitement en 2009, l'ANSM a émis en 2022 un avis dans lequel elle ne l'envisage qu'en deuxième intention, sous forme de préparation magistrale permettant d'ajuster la concentration à la valeur minimale efficace, et pour une durée limitée à sept jours.